# Переносна програма
Портативна або ж переносна програма (англ. portable application) — комп'ютерна програма, здатна працювати без установлення на комп'ютер, де її запущено. Такі програми можна запускати з USB-носіїв, компакт-дисків, дискет тощо, зберігаючи всі свої налаштування на носієві, з якого запущені.
Однак це не означає, що переносні програми не залежать від операційної системи, типу процесора чи іншого апаратного забезпечення. Не слід плутати цей термін з портованим ПЗ, оскільки портування передбачає внесення певних змін до початкового коду програми та подальшу її перекомпіляцію з метою використання на іншій комп'ютерній платформі.

## Зноски
1. ↑  What is a portable app? | PortableApps.com. PortableApps.com - Portable software for USB, portable, and cloud drives (англ.). Процитовано 15 червня 2025.